# Кили, Джон Уоррел
Джон Уоррел Кили (англ. John Worrell Keely; 3 сентября 1837, Честер, США — 18 ноября 1898) — американский «изобретатель», утверждавший, что им открыт новый источник энергии. Опыты Кили часто оплачивались Астором Джоном Джейкобом.
В 1872 году Кили заявил, что им сконструирован механизм, приводящийся в движение звуковыми вибрациями (для извлечения которых использовались камертоны). По утверждению Кили, «симпатические вибрации» вступали в резонанс с эфиром, вызывая «делиберацию» или «дезинтеграцию» вещества — например, воды. Тогдашнее описание опытов Кили выглядело, например, так:

Аппарат состоит из «либератора» — прибора, развивающего «эфирный пар», передатчика, концентрирующего и передающего в шаровый двигатель эту межатомную силу, где она превращается в механическую, и самого двигателя… Мистер Кили провел смычком по трем камертонам, стоящим на точно рассчитанном расстоянии от двигателя, затем ударил молоточком по стальной пластине, укрепленной на «либераторе», чтобы… присоединить силу её колебаний к тем камертонам… Когда «эфирный аккорд» умолк, Кили заявил… что в передатчике сосредоточена теперь сила, соответствующая давлению приблизительно 1760 кГс/см²… В нескольких шагах стоял … демонстрационный прибор, состоящий из длинного рычага на оси, на одном конце которого висела гиря массой 250 кг, а над другим концом находился небольшой цилиндрик с поршнем… Достаточно было Кили открыть краник у цилиндра, чтобы рычаг с гирей быстро и плавно поднялся вверх…

«Эксперименты» Кили убедили инвесторов открыть компанию Keely Motor Company с уставным капиталом 5 миллионов долларов США для финансирования его дальнейшей работы по сооружению практически действующих моторов на основании открытой им энергии. Позднее, в 1881 году Кили познакомился с Кларой Мур, вдовой богатого промышленика из Филадельфии, которая осталась его другом и покровительницей до конца его жизни. Она вложила 100 000 долларов в проект, а сверх того выплачивала Кили ежемесячное пособие в размере 250 долларов (соответственно около 2,2 миллионов и 5400 долларов месяц в современном эквиваленте), также широко пропагандировала его работу в статьях и книгах.

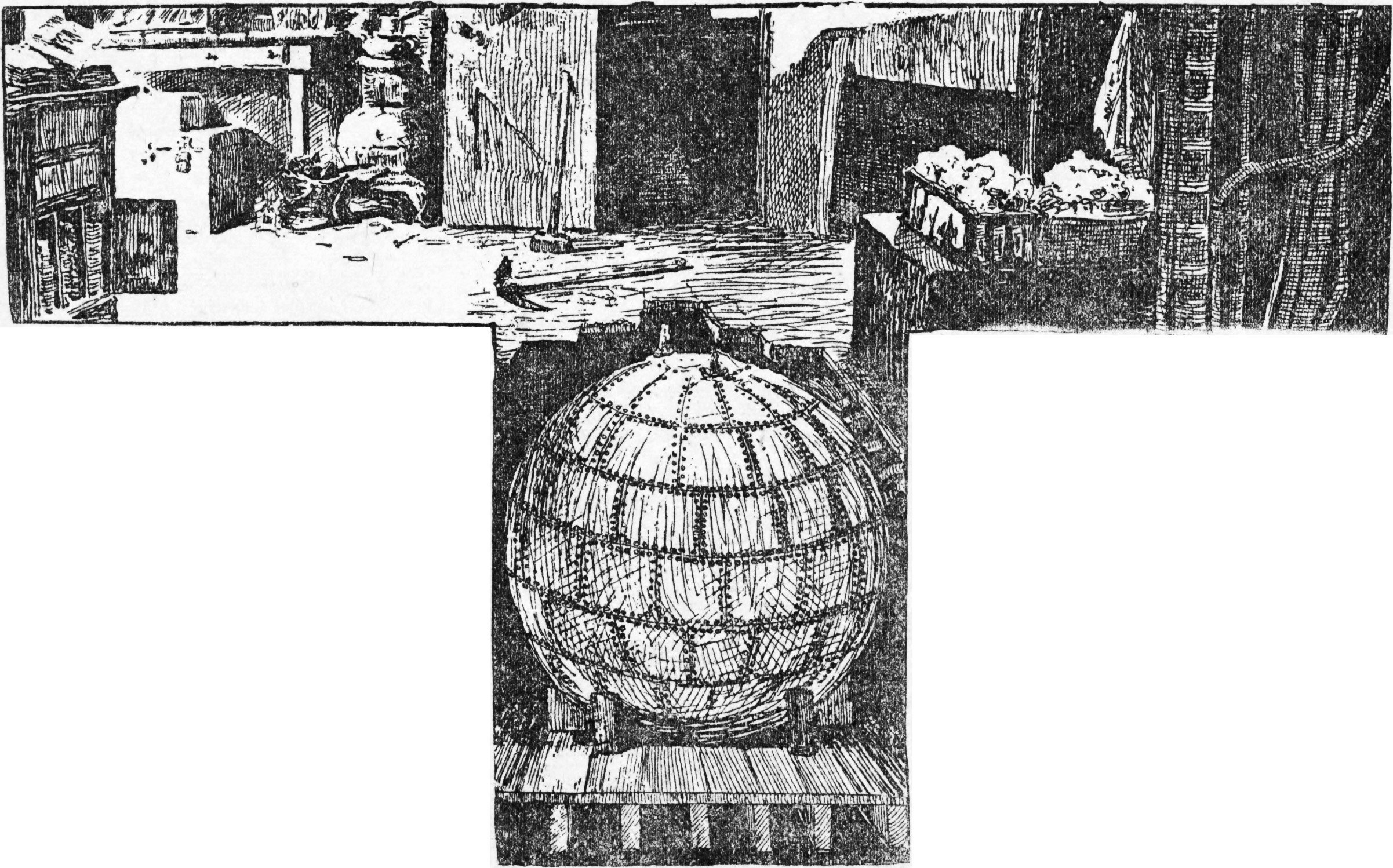
Сфера, найденная под лабораторией

За оставшиеся 26 лет жизни Кили, однако, не сконструировал ничего подобного, а последующее расследование показало, что его опыты были мошенничеством:

Грандиозный обман раскрылся только после его смерти в 1898 году. Сомневающиеся скептики и журналисты тщательно осмотрели лабораторию Кили. Они нашли двойные потолки и полы, с тщательно замаскированными медными трубками в них. А в фундаменте находилась трёхтонная сфера — резервуар сжатого воздуха. Именно сжатый воздух приводил в движение «делиберирующие двигатели» Кили. Вот почему ни одна машина, взятая из лаборатории сторонниками Кили, так и не заработала после смерти своего создателя.

Не связанные с академической наукой источники с XIX века и до сих пор воспроизводят миф об изобретении Кили.